# Артур Шустер
Сер Франц Артур Фрідрих Шустер (нім. Franz Arthur Friedrich Schuster; 1851—1934) — англійський фізик, член Лондонського королівського товариства (1879), віце-президент в 1919—1924 рр.

## Біографія
Артур Шустер народився 12 вересня 1851 року під Франкфуртом-на-Майні, в єврейській родині. У 1875 році став британським підданим і в тому ж році був призначений керівником експедиції в Сіам для вивчення затемнення сонця.
 6.04.1875

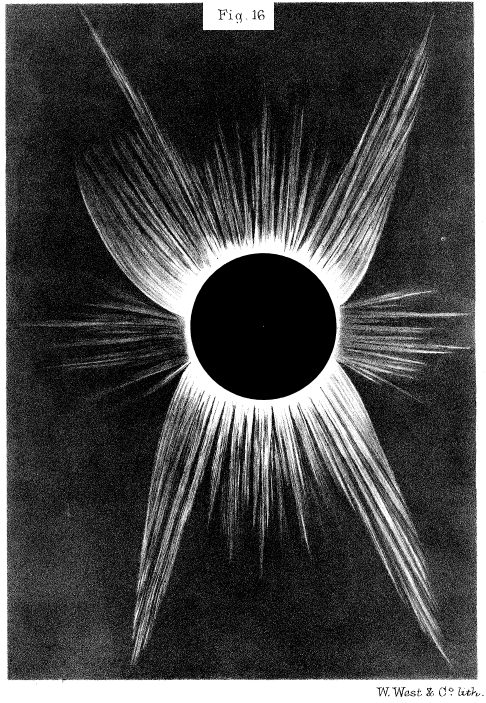
Solar eclipse of April 6, 1875
Фото Артура Шустера

Продовжував навчання в Манчестерському університеті. У 1876—1881 рр. працював в Кавендіській лабораторії Кембриджського університету, в 1881—1907 рр. — професор університету.
Роботи з оптики, спектроскопії, вивчення проходження струму через гази, земному магнетизму, калориметрії, радіометрії, сейсмології.
У 1882 році Артур Шустер поїхав спостерігати сонячне затемнення в Єгипет і отримав першу фотографію спектра сонячної корони. Довів, що провідність газу обумовлена його іонами. Прийшов до висновку, що катодні промені виникають в результаті бомбардування прискореними поблизу катода в сильному полі йонами газу. Перший показав, що відношення заряду до маси можна визначити за відхиленням катодних променів в магнітному полі (1884).
У 1890 році визначив верхню і нижню межі для відношення заряду до маси частинок катодних променів. У 1897 році перший припустив існування електрона в атомі. У 1900 році А. Шустер виконав перші систематичні дослідження процесів в іскрі. Побудував магнітометр (магнітометр Шустера — Сміта).
У 1893 році вчений був нагороджений Королівської медаллю Лондонського королівського товариства.
Сер Артур Шустер помер 17 жовтня 1934 року в Беркширі.
На честь Шустера названий кратер на Місяці.